# Список королей Дейры
Список включает правителей англосаксонского королевства Дейра, существовавшего в Северной Англии в VI—VII веках. Во второй половине VII века король Берниции Освиу присоединил Дейру к своим владениям, образовав из двух королевств новое — Нортумбрию.

## История

Англосаксонские королевства в начале VII века

Согласно археологическим находкам, поселения германцев на территории современного Восточного Йоркшира, где возникло королевство Дейра, появились в конце V века. «История бриттов» упоминает, что Сёмил (англ. Soemil), живший около 450 года, впервые отделил Дейру от Берниции, на основании чего исследователи предположили, что королевство возникло именно тогда. Однако первым правителем Дейры, правление которого подтверждено документально, является Элла, сын Иффы. Королевство занимало южную часть Нортумбрии и простиралось от Хамбера до Тиса.
В VII веке за власть в Дейре боролись представители двух династий — местной и династии королей Берниции (Идинги), пока представители последней не победили окончательно. После завоевания Дейры королём Берниции Этельфритом около 604 года оба королевства были временно объединены, но после гибели в 633 году Эдвина Святого вновь были разъединены. В 655 году Дейра была окончательно присоединена к Берниции. Образованное королевство получило название «Нортумбрия». Однако во второй половине VII века короли Нортумбрии назначали своих сыновей в качестве подчинённых королей Дейры.

## Короли Дейры

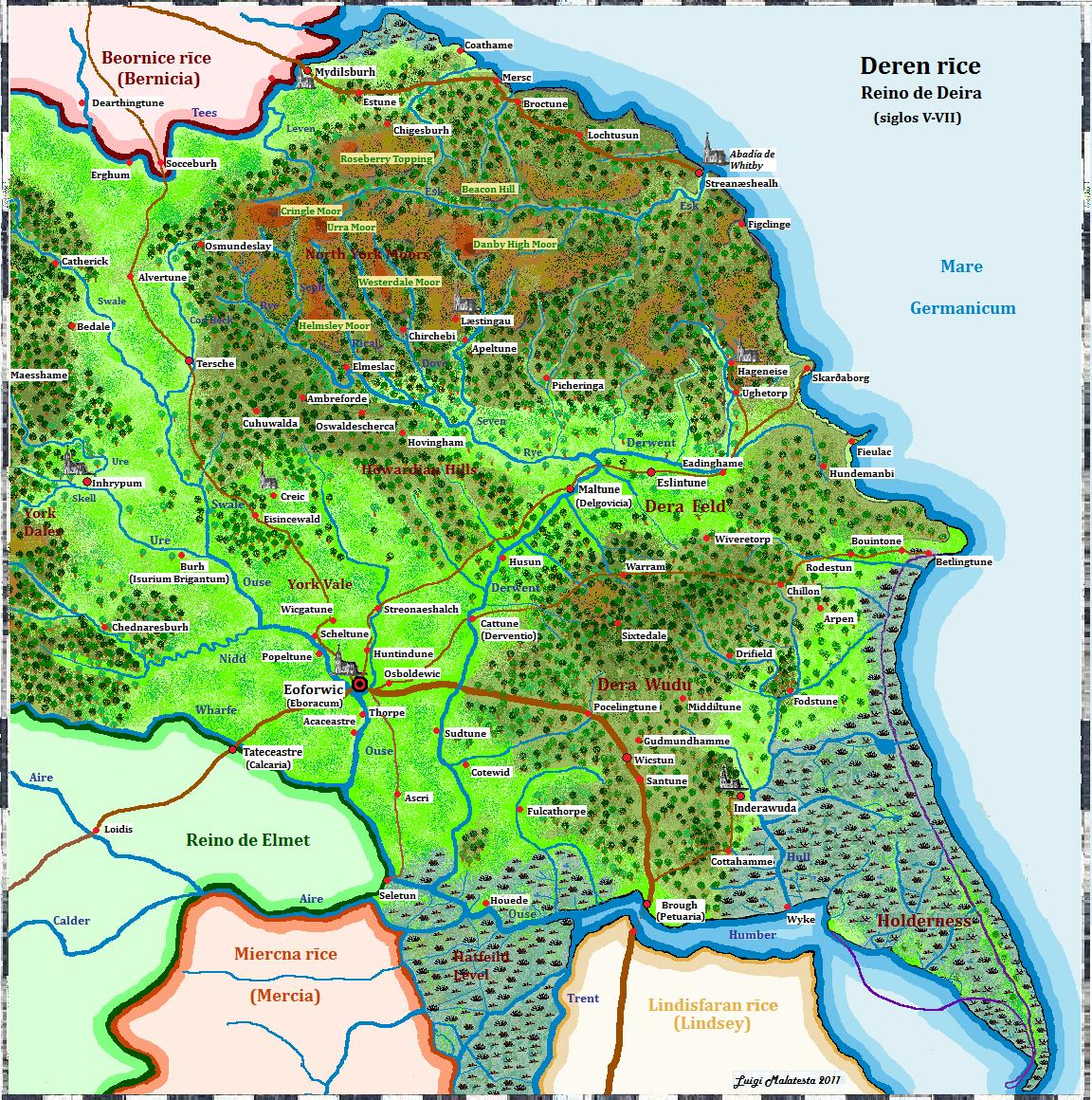
Королевство Дейра

| Имя                                                                      | Имя на древнеанглийском языке (в современной транскрипции) | Годы жизни               | Годы правления              | Титулование в хартиях                               |
| ------------------------------------------------------------------------ | --- | ------------------------ | --------------------------- | --------------------------------------------------- |
| Королевский дом Дейры                                                    | |                          |                             |                                                     |
| Элла                                                                     | Ælla | умер после 597           | конец 560-х — конец VI века | ÆLLA YFFING ÆLLA REX                                |
| Элла                                                                     | Сын Иффы, король Дейры. Его отец был потомком Сёмила, однако имена правителей королевства от Сёмила до Эллы документально не подтверждены. Розмари Крэмп предположила, что Элла мог быть первым королём из новой линии потомков Сёмила. «Англосаксонская хроника» утверждает, что он стал королём в 560 году и умер в 588 году. В северной редакции хроники (список G) добавлено, что тот правил 30 лет. Однако исследователи сомневаются в достоверности этих цифр, поскольку они противоречат сообщению Беды, упоминающего Эллу среди королей, правивших во время прибытия в 597 году Августина Кентерберийского в Англию, поэтому возможно, что он управлял с конца 560-х годов до конца VI века. |                          |                             |                                                     |
| Этельрик                                                                 | Æthelric | умер после 604           | ? — 604                     | ÆÞELRIC IDING ÆÞELRIC REX BERNICIA ET DEIRA         |
| Этельрик                                                                 | Король Дейры. Согласно «Англосаксонской хронике» наследовал Элле и правил 5 лет. Возможно, Этельрик был братом Эллы и получил власть, поскольку сын того, Эдвин, был ещё мал. В 604 году Дейра была захвачена королём Берниции Этельфритом. |                          |                             |                                                     |
| Королевский дом Берниции (Идинги)                                        | |                          |                             |                                                     |
| Этельфрит                                                                | Æthelfrith | умер около 616           | 604—616                     | ÆÞELFERÞ ÆÞELRICING ÆÞELFERÞ REX DEIRA              |
| Этельфрит                                                                | Король Берниции с 592 года, король Дейры с 604 года, сын короля Берниции Этельрика. В 592 году стал королём Берниции, а в 604 году захватил власть и в Дейре. Чтобы закрепить завоевание, Этельфрит женился на Ахе, дочери короля Дейры Эллы. Он стал первым документально зафиксированным правителем Нортумбрии, созданной при объединении Берниции и Дейры. За недолгое время правления Этельфрит сделал своё королевство значимой политической силой в Британии. Между 613 и 616 годами он разбил при Честере армию бриттов, возглавляемую Селивом ап Кинаном, королём Поуиса. К этому моменту он стал самым могущественным правителем в землях к северу от Хамбера, а самым могущественным правителем в землях к югу от Хамбера был король Восточной Англии Редвальд, у которого нашёл пристанище Эдвин — изгнанный наследник престола Дейры. Этельфрит потребовал от Редвальда убить Эдвина, угрожая в противном случае начать войну. В ответ тот собрал большую армию и сам выступил против северного соседа. Этельфрит не успел собрать сопоставимые силы и около 616 года был разбит в битве у реки Идл на границе Мерсии и Нортумбрии. Этельфрит был убит, его сыновья и приближённые бежали, а на его место Редвальд посадил Эдвина. |                          |                             |                                                     |
| Королевский дом Дейры                                                    | |                          |                             |                                                     |
| Эдвин Святой                                                             | Eadwine | около 586 — октябрь 633  | около 616 — 633             | EDVVIN ÆLLING BERNICIA EDVVIN REX BERNICIA ET DEIRA |
| Эдвин Святой                                                             | Сын короля Эллы, король Дейры и Берниции с около 616 года. В момент смерти отца, вероятно, был ещё мал, поэтому трон перешёл к Этельрику, который, вероятно, был братом Эллы. Около 604 года Дейра была захвачена королём Берниции Этельфритом, который, чтобы закрепить завоевание, женился на сестре Эдвина. Сам же Эдвин бежал из королевства и скитался между дворами бриттских и англосаксонских правителей, которые враждовали с Этельфритом, пока около 616 года король Восточной Англии Редвальд не разбил того битве у реке Идл, где сам Этельфрит и погиб. На трон Нортумбрии был возведён Эдвин, после чего между правителями обоих королевств сохранялись близкие отношения. За время своего правления он значительно расширил территорию Нортумбрии, завоевав королевство Элмет, заняв острова Мэн и Англси, после чего власть англосаксов в Нортумбрии стала простираться от моря до моря. Кроме того, Эдвин распространил своё влияние на жителей Линдси и, возможно, менее эффективно на все южные королевства, кроме Кента. В 627 году он вместе с членами своей семьи и представителями знати крестился, после чего в Берниции и Дейре начало массово распространяться христианство. Кроме того, благодаря своему второму браку с кентской принцессой Этельбургой он значительно повысил свой статус, получил прочный союз с королём Кента и приобрёл контакты, в том числе и за пределами Англии; его дети даже породнились с королями франков. 17-летнее правление Эдвина также запомнилось как период безопасности и мира, но в 633 году король Гвинеда Кадваллон ап Кадван, объединившись с Пендой, королём Мерсии, вторгся в Нортумбрию и разбил королевскую армию, а сам Эдвин был убит. После его смерти Берниция и Дейра вновь стали отдельными королевствами. В XVI веке Эдвин был канонизирован папой Григорием XIII. |                          |                             |                                                     |
| Осрик                                                                    | Osric | убит летом 634           | 633                         | OSRIC ÆLFRICING OSRIC REX DEIRA                     |
| Осрик                                                                    | Сын Этельрика, двоюродный брат своего предшественника Эдвина Святого, король Дейры с 633 года. После гибели Эдвина Нортумбрия вновь разделилась на 2 королевства — Дейру и Берницию. Поскольку сыновья покойного короля были или убиты, или изгнаны, в Дейре власть оказалась в руках его двоюродного брата Осрика, а в Берниции власть захватил Энфрит из правившей там ранее династии, сын короля Этельфрита. Уже летом следующего года Осрик был осаждён армией бриттского короля Кадваллона, после чего был убит. В том же году был убит и король Берниции. Оба правителя, хотя и были крещены ранее, отступились от христианской веры, из-за чего их исключили из списка королей Нортумбрии, а год их правления приписали их преемнику Освальду. Сын Осрика, Освин, позже стал королём Дейры. |                          |                             |                                                     |
| Королевский дом Берниции (Идинги)                                        | |                          |                             |                                                     |
| Освальд Святой                                                           | Oswald | 603/604 — 5 августа 642  | 634 — 642                   | OSVVALD OSVVALD REX                                 |
| Освальд Святой                                                           | Король Берниции и Дейры с 633 года, сын короля Берниции и Дейры Этельфрита, родившийся во втором браке с Ахой, дочерью короля Дейры Эллы. Таким образом, по линии отца он был потомком королевского дома Берниции, а по линии матери — королевского дома Дейры. После гибели отца Освальд был изгнан братом матери Эдвином, ставшим новым королём Нортумбрии. Убежище он нашёл у дяди в Дал Риаде. Во время изгнания он был крещён в монастыре на острове Айона. После гибели в 633 году короля Нортумбрии Эдвина Святого Нортумбрия разделилась на 2 королевства; в Дейре правителем стал Осрик, двоюродный брат покойного короля, в Берниции — Энфрит, старший брат Освальда. Однако в 634 году они были убиты бриттским королём Кадваллоном. В том же году Освальд, вернувшись из изгнания, отомстил за гибель брата, убив Кадваллона в битве при Хэвенфельте. Поскольку представители королевской семьи Дейры были или убиты, или изгнаны, Освальд смог на 8 лет вновь объединить Нортумбрию, установив контроль не только над Берницией, но и над Дейрой. Он восстановил христианство в Нортумбрии; для обращения своих подданных он обратился на остров Айона, откуда был прислан епископ Айдан. Для организации епископской кафедры Освальд отдал ему остров Линдисфарн, расположенный неподалёку от его собственной резиденции в Бамборо, поскольку не захотел возрождать кентерберийскую миссию, связанную с представителями королевской семьи Дейры, хотя и завершил церковь, которую король Эдвин начал возводить в Йорке. В 642 году король Мерсии Пенда вместе со своими бриттскими союзниками разбил в битве при Майс-Когви армию Освальда. Сам Освальд при этом погиб, а его тело язычник Пенда ритуально расчленил и поместил голову, руки и кисти на колья. Гибель короля Нортумбрии привела к созданию в Англии его культа, а сам он стал почитаться как святой. Через год новый король Освиу пришёл с армией и снял останки своего брата, захоронив голову в Линдисфарне, а руки были перенесены в церковь Святого Петра в королевском дворце в Бамборо. Голова Освальда в конце IX века была перевезена в Дарем. Его тело было найдено через полвека после гибели племянницей, Остридой, которая была женой короля Мерсии; кости были помещены в монастыре Бардни в Линдси, но в 909 году их перевезли в церковь Святого Петра в Глостере. |                          |                             |                                                     |
| Освиу                                                                    | Oswiu Oswy | 611/612 — 15 февраля 670 | 642—644 655—670             | OSVVIO ÆÞELFRIÞING OSVVIO REX                       |
| Освиу                                                                    | Сын короля Этельфрита, король Берниции с 642 года, король Дейры в 642—644 годах, король Нортумбрии с 655 года. После гибели в 642 году короля Нортумбрии Освальда королём Берниции стал брат покойного, Освиу, однако закрепиться в Дейре ему, по-видимому, не удалось, хотя он и женился на Энфледе, происходившей из королевской семьи Дейры. В итоге в 644 году был возведён на престол Дейры родственник его жены Освин. В 651 году Освиу организовал убийство короля Дейры Освина, но стать её королём ему не удалось, поскольку недовольная его ролью в убийстве знать отказалась его признавать. На престол в Дейре был возведён племянник Освиу, Этельвальд, который вскоре вступил в союз с королём Мерсии Пендой. Сам король Берниции попытался укрепить связи с Мерсией. Он выдал свою дочь замуж за Педу, сына короля Пенды, убедив заодно зятя принять христианство. Его собственный сын Эльхфрит женился на дочери Пенды. Кроме того, Освиу убедил короля Эссекса Сигеберта II, с которым был дружен, также креститься. Однако Пенда, вероятно, воспринял такие действия как провокацию, в результате чего он вторгся в Берницию. Освиу был отброшен в северную часть своего королевства и был вынужден заплатить огромную дань королю Мерсии и его бриттским советникам. Однако Пенда был полон решимости уничтожить Берницию. 15 ноября 655 года состоялась решающая битва при Винведе. Хотя армия короля Мерсии и его союзников превосходила армию, возглавляемую Освиу и его сыном Эльхфритом, победу одержал король Берниции. Некоторые союзники Пенды, включая короля Дейры Этельвальда, покинули его, большая часть мерсийской армии была убита или утонула в реке. Освиу в качестве мести за гибель своего брата обезглавил Пенду. Вскоре после этого он присоединил Дейру. Победа над Пендой обезопасила южную границу Нортумбрии от нападений язычников. Мерсия на 3 года оказалась под контролем Освиу и стала христианской. Северная часть королевства оказалась под контролем Нортумбрии, а в южной он поставил своего зятя Педу, который, однако, в 658 году был убит, после чего Мерсия обрела независимость. Восстановить над ней контроль он не пытался. Кроме того, его племянник Талоркан I был королём пиктов. Беда указывает, что пикты подчинялись королю Нортумбрии и платили ему дань. Ряд исследователей полагают, что в течение короткого периода 650-х годов Освиу обладал большей властью в Британии, чем любой другой король вплоть до Якова I. В Дейре он поставил вице-королём своего сына Эльхфрита. |                          |                             |                                                     |
| Королевский дом Дейры                                                    | |                          |                             |                                                     |
| Освин                                                                    | Oswine | убит 20 августа 651      | 644—651                     | OSVVINE OSRICING OSVVINE REX                        |
| Освин                                                                    | Сын короля Осрика, король Дейры с 644 года. После гибели в 642 году короля Нортумбрии Освальда королём Берниции стал брат покойного, Освиу, однако закрепиться в Дейре ему, по-видимому, не удалось. В итоге в 644 году королём Дейры стал Освин. В отличие от отца, он был христианином. Беда отмечает, что щедрость нового короля привлекала к нему последователей из других королевств. Освин управлял южной частью Нортумбрии, признавая власть церковной миссии в Берниции. Однако для правителя он был слишком смиренным; когда в 651 году против него выступил король Берниции Освиу, Освин распустил армию, а 20 августа по приказу Освиу он был убит из-за предательства одного из своих тэнов. Позже он почитался как святой. |                          |                             |                                                     |
| Королевский дом Берниции (Идинги), вице-королевство в составе Нортумбрии | |                          |                             |                                                     |
| Этельвальд                                                               | Oethelwald | умер в 655               | 651—655                     | ÆÞELVVALD OSVVALDING ÆÞELVVALD REX                  |
| Этельвальд                                                               | Сын короля Нортумбрии Освальда Святого, король Дейры с 651 года. После убийства в 651 году короля Дейры Освина, организованного королём Берниции Освиу, знать Дейры отказалась принимать его в качестве своего правителя, в результате чего на трон был возведён его племянник Этельвальд, возможно, при его помощи. Однако вскоре новый король Дейры вступил против дяди в союз с королём Мерсии Пендой, убийцей своего отца, но когда Пенда в 655 году вторгся в Берницию, Этельвальд накануне решающей битвы при Винведе покинул своего покровителя. В итоге Пенда погиб. После этого известия о нём исчезают, а Дейра вновь объединилась с Берницией. |                          |                             |                                                     |
| Эльхфрит (Альхфрит)                                                      | Alchfrith Ealhfrith | умер после 665           | около 655 — около 665       | ALCHFRIÞ ALCHFRIÞ REX                               |
| Эльхфрит (Альхфрит)                                                      | Сын короля Освиу, вице-король Дейры около 655 — около 665 годов. После победы отца в битве при Винведе Дейра была присоединена к Берниции королём Освиу, который назначил своего сына Эльхфрита вице-королём Дейры. Однако у него произошёл конфликт с отцом из-за церковной политики. Король Берниции придерживался обычаев Айонской церкви, однако став правителем Дейры, Эльхфрит наладил контакты с правителями южноанглийских королевств, которые придерживались римской традиции, воспринимавших айонские практически как схизматические. По рекомендации короля Уэссекса Кенвала он назначил главой церкви Дейры Вильфрида, попав под его влияние. В 660-е годы разница в церковных обрядах Дейры и Берниции стала серьёзной проблемой. В 664 году в Уитби состоялся синод нортумбрийской церкви, на котором Эльхфрит поддержал Вильфрида и других сторонников римской церкви. Председательствовавший на синоде король Освиу, хотя и был сторонником айонской церкви, принял решение, что Пасха будет рассчитываться по методике римской церкви. Вскоре после этого Эльхфрид отправил Вильфрида в государство франков, чтобы он был посвящён в епископы, после чего упоминания о короле Дейры исчезают. Возможно, он был изгнан отцом вскоре после синода в Уитби. |                          |                             |                                                     |
| Эгфрит                                                                   | Ecgfrith | 645/646 — 20 мая 685     | около 665 — 670             | ECGFRIÞ ECGFRIÞ REX                                 |
| Эгфрит                                                                   | Вице-король Дейры с 665 по 670 год, король Нортумбрии с 670 года, сын короля Нортумбрии Освиу и Энфледы. Около 665 года сменил своего брата Эльхфрита в качестве вице-короля Дейры, а после смерти отца в 670 году унаследовал Нортумбрию. Во время своего правления у Эгфрида произошёл ожесточённый конфликт с епископом Йорка Вильфридом — самым заметным лидером нортумбрийской церкви в это время, которого он изгнал в 678 году. Кроме того, его воинственность по отношению к Мерсии, пиктам и ирландцам привела его к катастрофе, хотя первое время он удачно сражался с соседями. Не позже 675 года Эгфрит разбил короля Мерсии Вульфхера, после чего под его контролем оказалось королевство Линдси (Северный Ланкашир) и большая часть Мерсии. Около 672 года он победил пиктов. В 679 году Эгфрит был разбит королём Мерсии Этельредом I в битве при Тренте, при этом погиб его брат Эльфвин. После этого Линдси был потерян, а южной границей Нортумбрии вновь стала река Хамбер. После этого основная угроза его королевству стала исходить от ирландцев с запада, у которых нашёл пристанище изгнанный королём единокровный брат Элдфрит, и пиктов с севера. В 685 году Эгфрит вторгся в земли пиктов, но был разбит и убит в битве при Нехтансмере. Эта битва считается поворотным моментом в истории Нортумбрии, поскольку после неё пикты и ирландцы из Западной Шотландии обрели независимость. |                          |                             |                                                     |
| Элфвин                                                                   | Ælfwine | убит в 679               | 670—679                     | ÆLFVVINE ÆLFVVINE REX                               |
| Элфвин                                                                   | Сын короля Освиу, вице-король Дейры с 670 года. Был назначен правителем Дейры своим братом Эгфритом, после того как тот стал королём Нортумбрии. В 679 году Элфвин погиб в битве при Тренте. Он был последним правителем Дейры, после его смерти новые короли не назначались. |                          |                             |                                                     |